# Loos
Loos, auch Loos-lez-Lille, ist eine französische Stadt mit 22.948 Einwohnern (1. Januar 2022) im Département Nord in der Region Hauts-de-France. Sie gehört zum Arrondissement Lille und zum Kanton Lille-6.

## Geografie
Die Stadt Loos liegt an der kanalisierten Deûle und grenzt unmittelbar südwestlich an die Großstadt Lille. Sie bildet zusammen mit Lille und mehreren umliegenden Gemeinden Sequedin, Haubourdin, Emmerin und Wattignies ein geschlossenes Siedlungsbild. Durch den Norden des Stadtgebietes führt die Autoroute A5.

## Bevölkerungsentwicklung
| Jahr                       | 1962   | 1968   | 1975   | 1982   | 1990   | 1999   | 2011   | 2020   |
| Einwohner                  | 18.367 | 21.007 | 21.530 | 20.640 | 20.657 | 20.869 | 20.819 | 22.896 |
| Quellen: Cassini und INSEE |        |        |        |        |        |        |        |        |

## Sehenswürdigkeiten
- Rathaus und sein Rathausturm (französisch Beffroi; deutsch Belfried), seit 2005 UNESCO-Weltkulturerbe
- ehemaliges Kloster

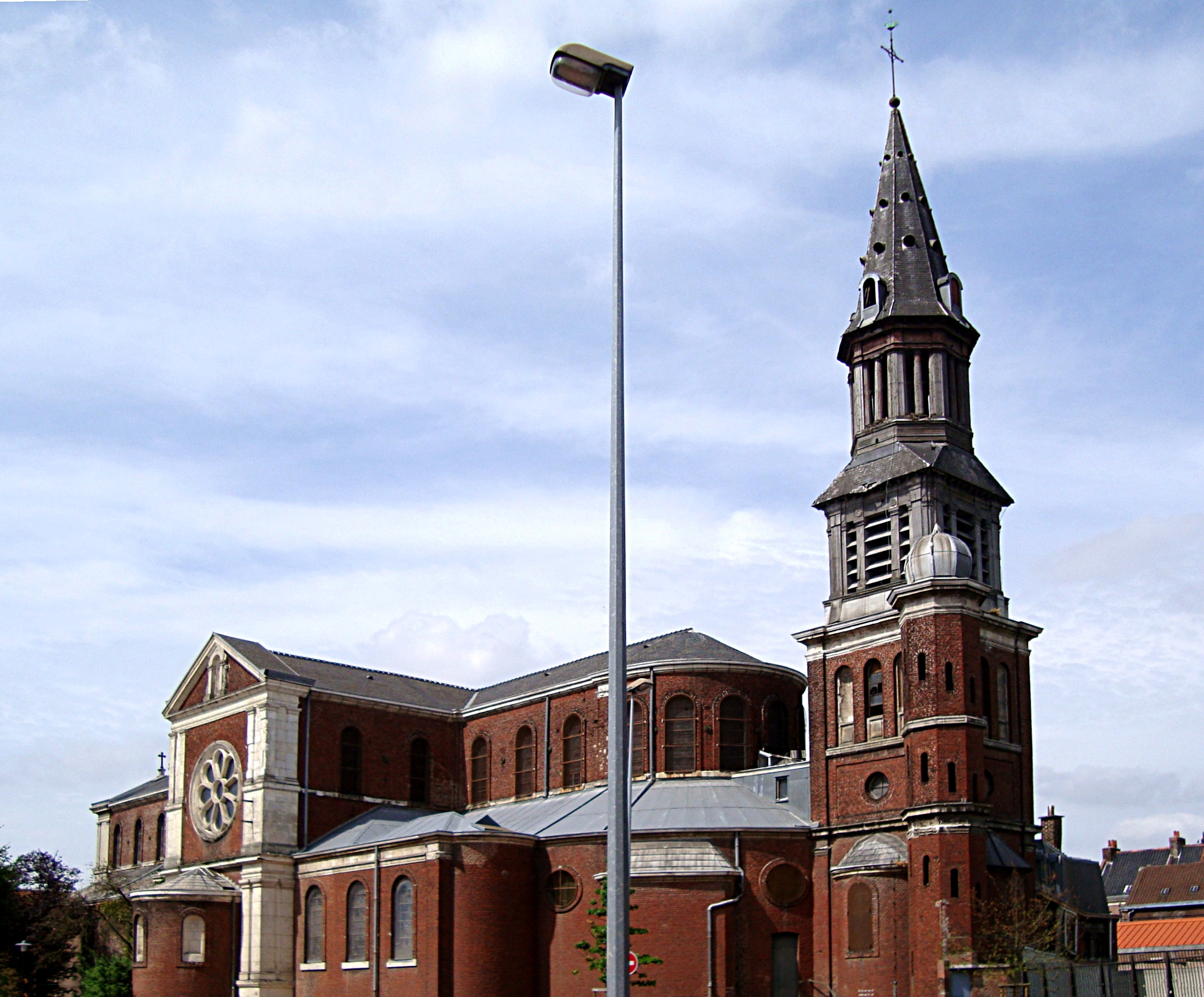
Kirche Notre-Dame-de-Grâce
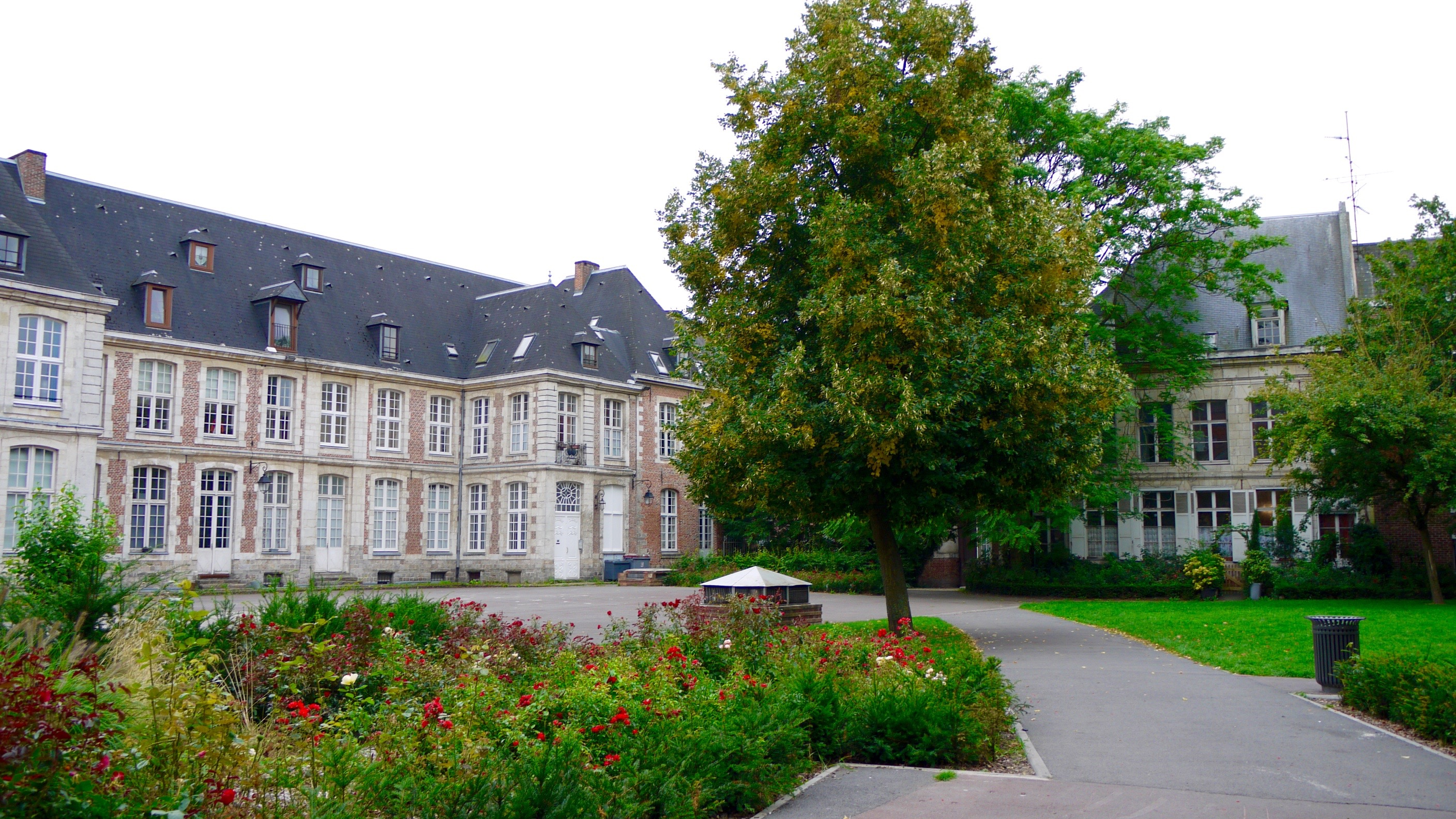
Ehemaliges Kloster
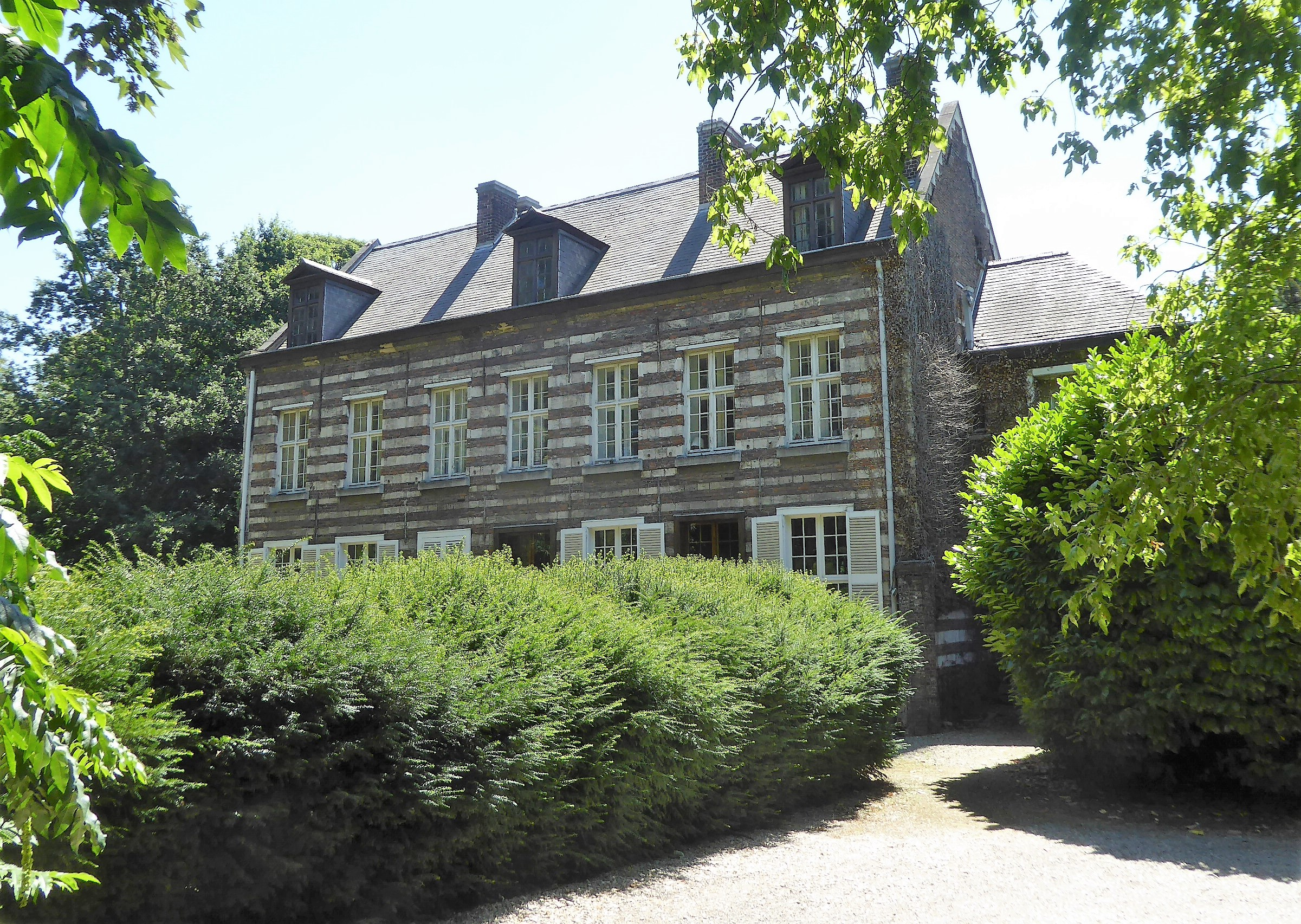
Schloss Landas
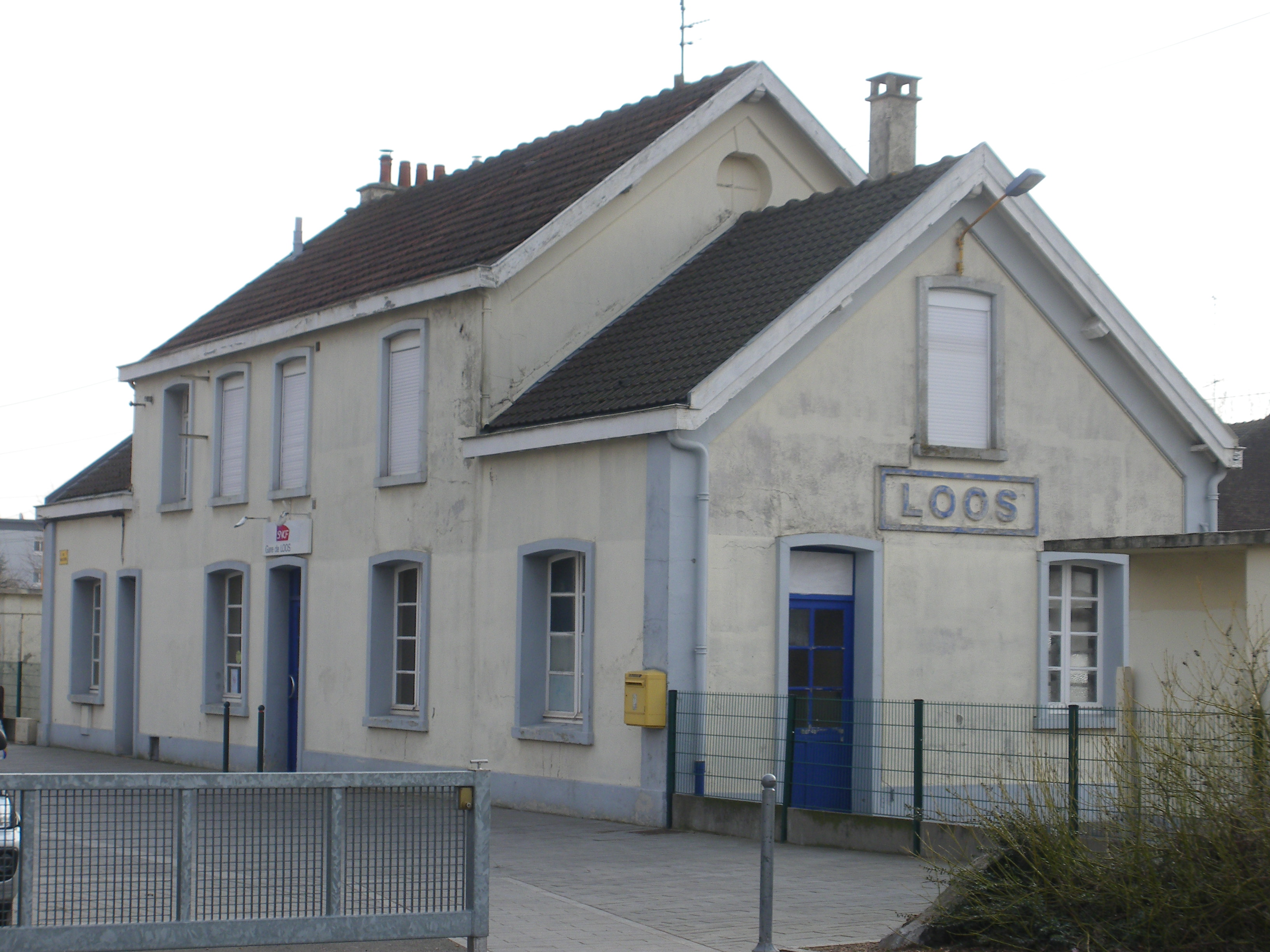
Bahnhof Loos
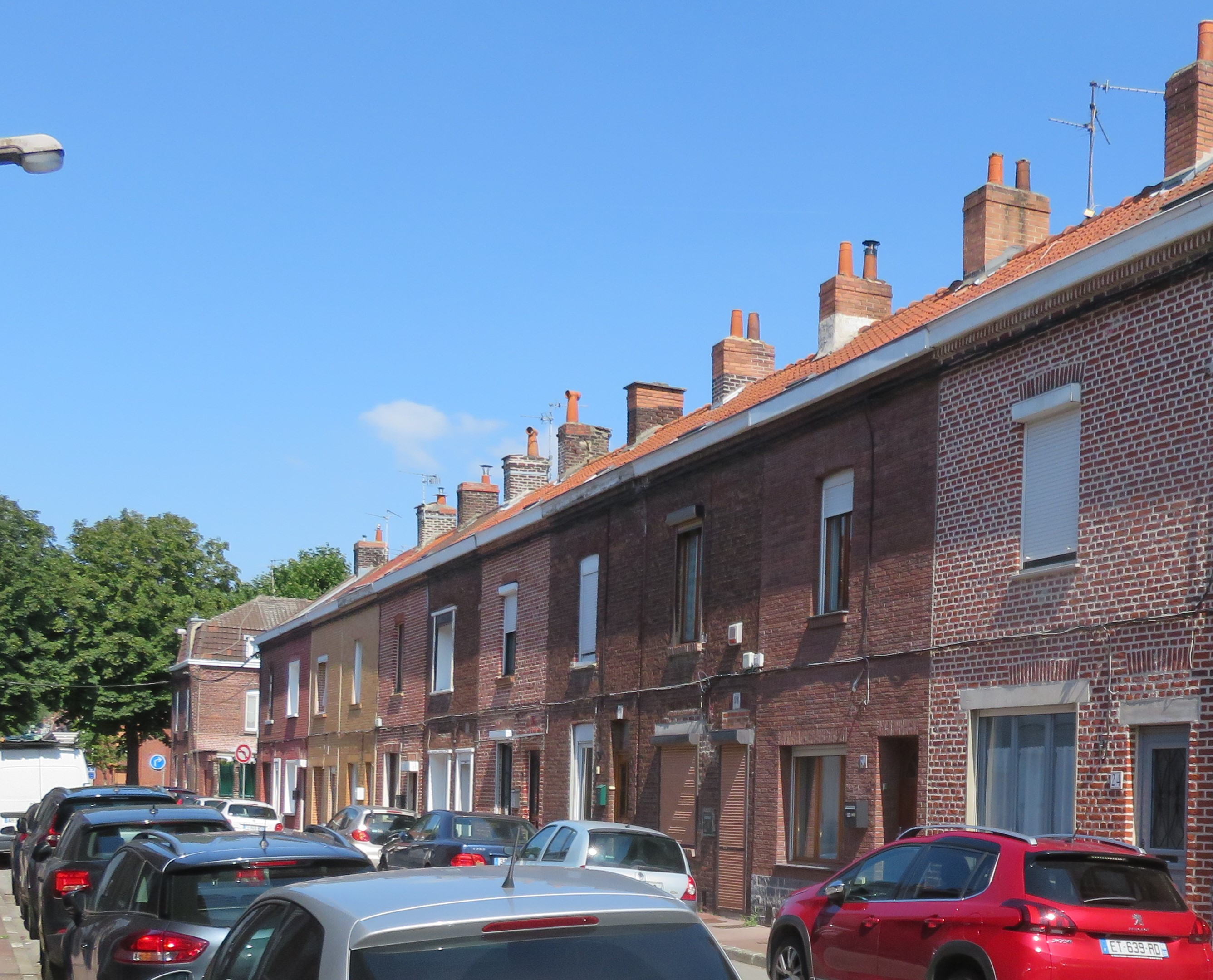
Arbeiterhäuser in der Rue Léon Thiriez

- Kirche Notre-Dame-de-Grâce
- Ehemaliges Kloster
- Schloss Landas
- Bahnhof Loos
- Arbeiterhäuser in der Rue Léon Thiriez

## Städtepartnerschaft
Loos pflegt seit 1978 eine Partnerschaft mit Geseke in Nordrhein-Westfalen.

## Persönlichkeiten
- Léon de Rosny (1837–1914), Ethnologe, Linguist, Orientalist, Begründer der Japanologie in Frankreich
- Eugène Cordonnier (1892–1967), Turner